# 4 Pułk Piechoty (Księstwo Warszawskie)

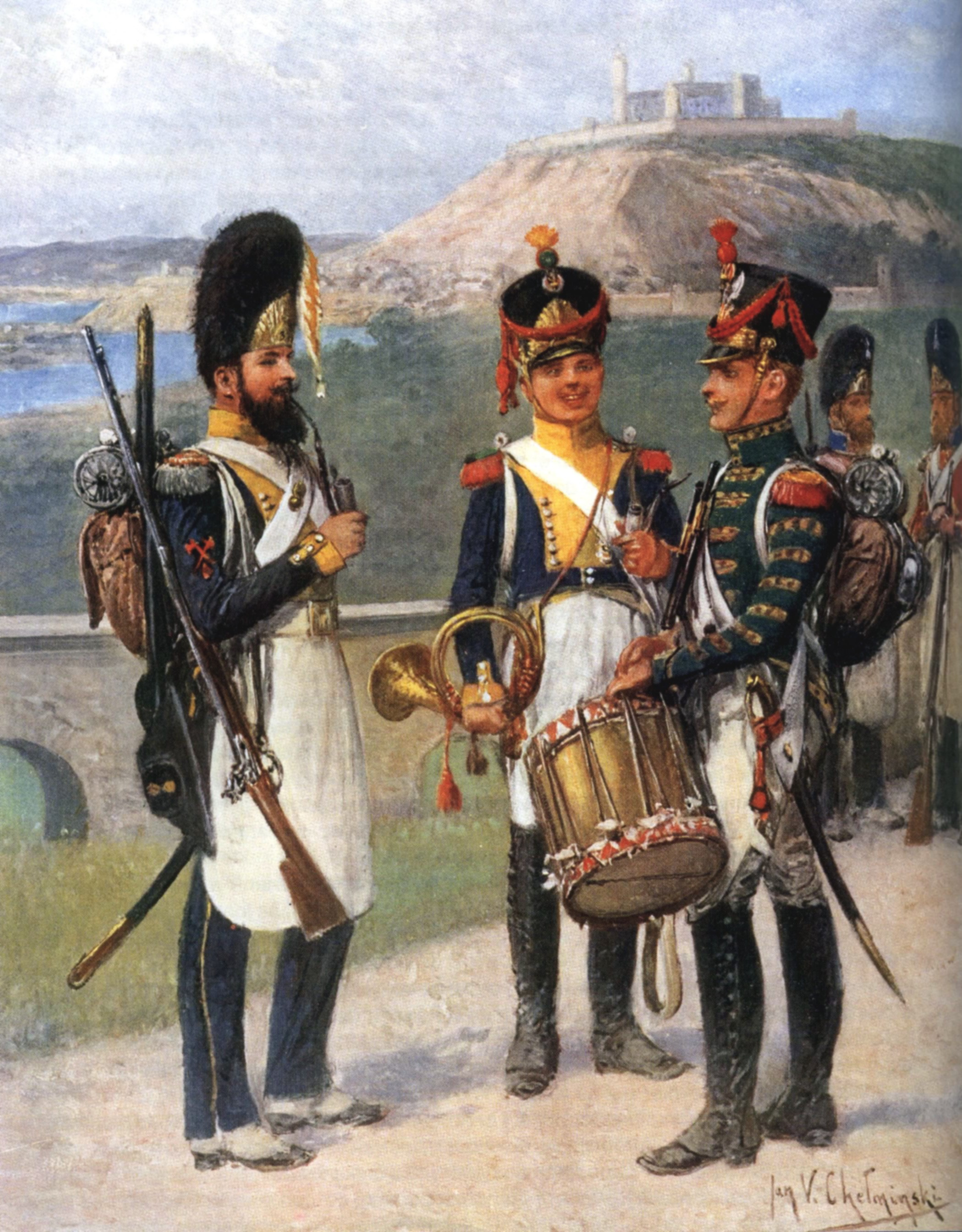
Saper Legii Nadwiślańskiej oraz trębacz, dobosz i dwaj saperzy 4 Pułku Piechoty Księstwa Warszawskiego, mal. Chełmicki

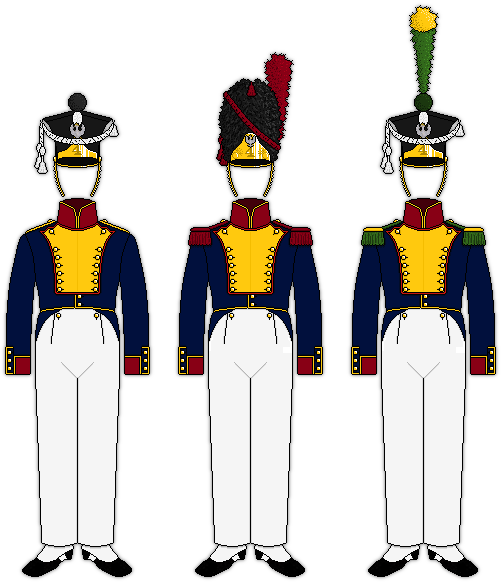
Od lewej: fizylier, grenadier, woltyżer.
Umundurowanie wz. 1807.

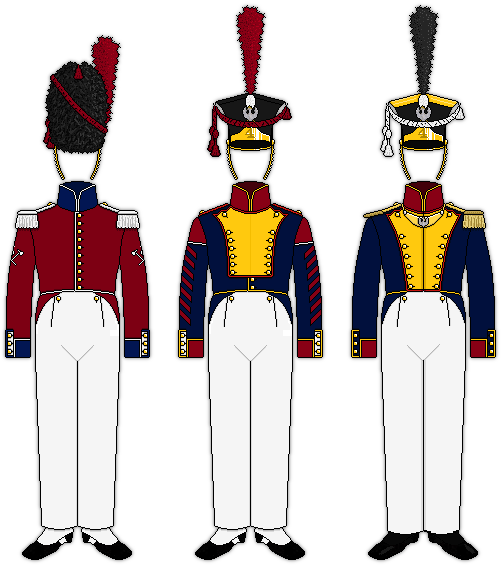
Od lewej: saper, dobosz, kapitan.
Umundurowanie wz. 1807.

4 Pułk Piechoty – oddział piechoty Armii Księstwa Warszawskiego.

## Formowanie i zmiany organizacyjne
4 pułk piechoty sformowany był głównie z rekrutów departamentów warszawskiego i płockiego. W 1808 stacjonował w Płocku. Po kampanii galicyjskiej włączono doń dużą grupę rekrutów z departamentu lubelskiego oraz kilkuset Polaków z Galicji, którzy uciekli ze służby austriackiej bądź zostali wzięci do niewoli w 1809. W pułku służyło też kilkudziesięciu Czechów, Węgrów, Ślązaków i Niemców, wziętych do niewoli w walkach z Austriakami w 1809. Według etatu z 1810 roku, pułk składał się ze 27 osobowego sztabu i trzech batalionów piechoty po 6 kompanii. Sztaby batalionów liczyć miały 4 osoby, a kompanie 136 żołnierzy. W sumie w pułku powinno służyć 2487 żołnierzy. Faktycznie stan osobowy oddziału był nieco mniejszy.
W czasie przygotowań do inwazji na Rosję 1812 roku pułk włączony został w struktury 28 Dywizji gen. Girarda.
Już w Niemczech Napoleon nakazał utworzyć z resztek 4., 7. i 9 pp nowy 4 pułk piechoty pod dowództwem płk. Michała Cichockiego i z początkiem lipca 1813 roku przyłączył go do Dywizji Jana Henryka Dąbrowskiego.
Po abdykacji Napoleona, car Aleksander I wyraził zgodę na odesłanie oddziałów polskich do kraju. Miały one stanowić bazę do tworzenia Wojska Polskiego pod dowództwem wielkiego księcia Konstantego. 13 czerwca 1814 roku pułkowi wyznaczono miejsce koncentracji w Radomiu.

## Działania zbrojne

### Pierwsza wojna polska
W pierwszej wojnie polskiej epoki napoleońskiej świeżo sformowany 4. pułk brał w sile jednego batalionu udział od 1 maja do 9 lipca 1807 roku w oblężeniu twierdzy Grudziądz bronionej przez wojska pruskie.
- 06.06.1807 – potyczka pod Parskiem i Nową Wsią[7]

Drugi batalion pełnił służbę garnizonową w Serocku przy przeprawie na Narwi i w Pułtusku.
- 25.05.1807 – potyczka pod Zatorami[7]
- 18.06.1807 – potyczka pod Popowem[7].

### Wojna w Hiszpanii
W pierwszej części wojen napoleońskich w Hiszpanii, w latach 1808–1810 pułk 4 brał udział w następujących bitwach i potyczkach:
- Puente del Almaraz (24.12.1808, manewr na La Coruña )
- Consuegra, bitwa pod Ciudad Real (27 marca 1809, manewr na La Coruña)
- Kastylia Nowa i Stara, Asturia, Królestwo Leon, potyczka pod Moro, bitwa pod Talavera de la Reyna (28 lipca 1809)
- obrona Toledo
- bitwa pod Almonacidem (11 sierpnia 1809)
- bitwa pod Ocañą (19 listopada 1809)
- bitwa pod Fuengirolą (15 października 1810)
- Coien, Monbella (9 grudnia 1810)
- potyczka w Rondzie
- potyczka w Valez
- obrona Alhaurinu
- zdobycie Marbelli

Pod koniec 1809 roku pułk liczył 2241 żołnierzy.
4 pułk piechoty stoczył bitwę pod Fuengirolą na wybrzeżu Morza Śródziemnego w pobliżu Malagi. Wydarzenia te rozegrały się jesienią 1810, kiedy to Brytyjczycy (m.in. 89 Pułk Piechoty im. Księżnej Wiktorii) podjęli próbę dywersji, by powstrzymać francuską ofensywę w Portugalii. Czterystu żołnierzy 4 pułku piechoty musiało stawić czoła siedmiokrotnie liczniejszemu przeciwnikowi, który dysponował potężnym wsparciem artylerii okrętowej i mógł liczyć na pomoc hiszpańskich partyzantów.
W drugiej części wojen napoleońskich(1811-1814), w roku 1811 bierze udział w bitwach i potyczkach:
- bitwa pod Albuerą (udział 2 kompanii grenadierskich w batalionie kombinowanym).
- Ximena de la Frontiera (25 września 1811)
- Czaszniki, Krasnoje (16 listopada 1812)
- oblężenie Spandawy (kwiecień 1813)

Zimą 1811/1812 pułk 4 piechoty Księstwa Warszawskiego z całą Dywizją Księstwa Warszawskiego wrócił do kraju.

### Druga wojna polska
- bitwie nad Berezyną.Odwrót spod Berezyny Julian Fałat

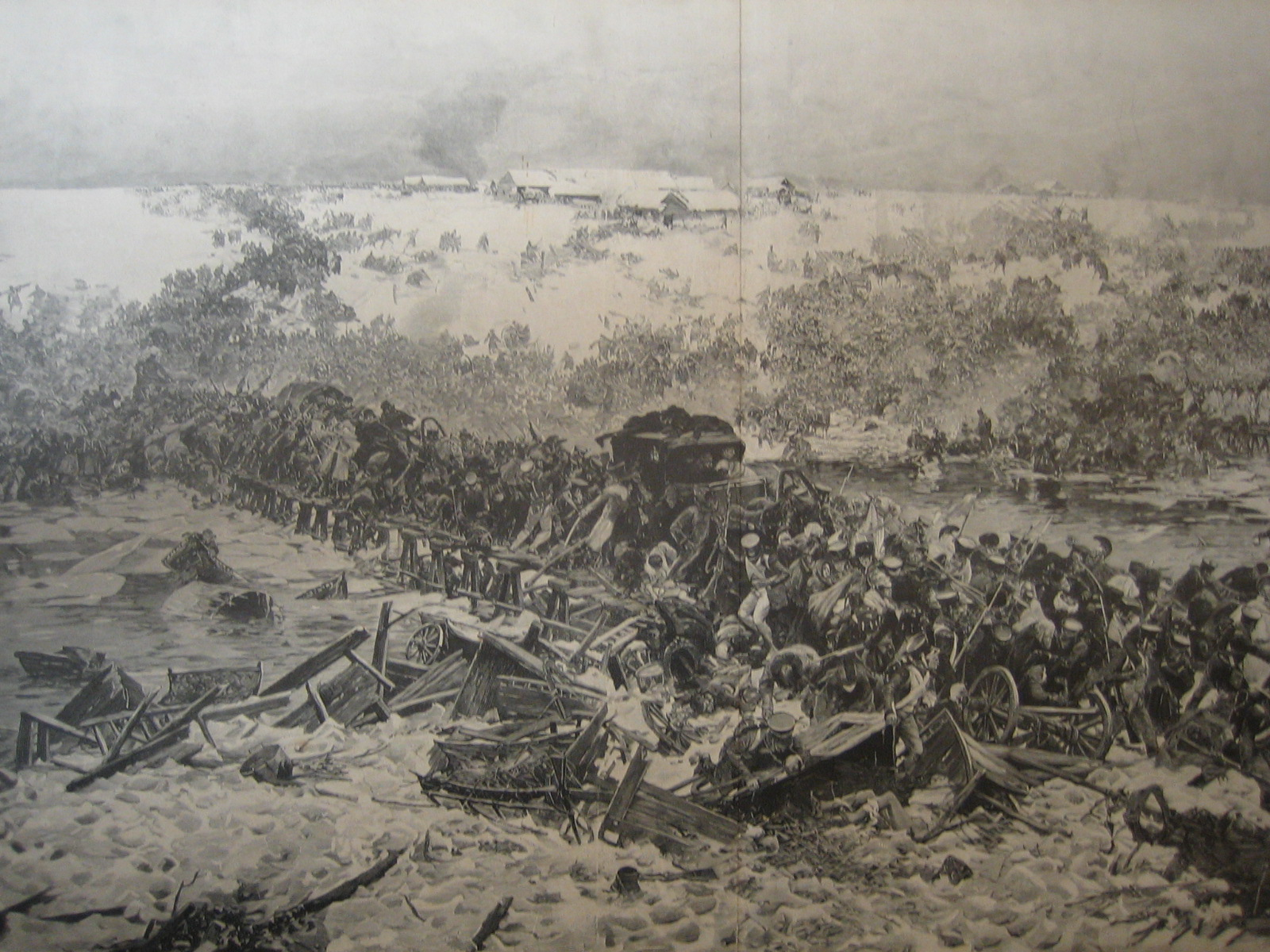
Odwrót spod Berezyny Julian Fałat

W 1812 pułk nie wszedł w skład polskiego V Korpusu Wielkiej Armii ks. Józefa Poniatowskiego, lecz jako jednostka Wielkiej Armii, pozostająca na żołdzie francuskim został przydzielony do 28 dywizji generała Jeana Girarda w IX Korpusie marszałka Claude Victor-Perrin. Z tego powodu był przydzielony do ochrony szlaków komunikacyjnych, stacjonując w Smoleńsku. Bił się w ostatniej części kampanii rosyjskiej 1812 roku w:
- bitwie pod Czaśnikami,
- bitwie pod Siennem,
- bitwie pod Smolańcami,

### Kampania w państwach niemieckich
W kampanii 1813 odtworzony pułk wszedł w skład dywizji gen. Dąbrowskiego. Walczył:
- w obronie Wittenberga (10 października 1813),
- w walkach pod Belzigiem,
- w walkach pod Jüterbogiem (6 września 1813),
- pod Düben
- w Bitwie narodów pod Lipskiem (16 i 18 października 1813).

### Kampania we Francji
W kampanii 1814 żołnierze pułku 4-go walczyli w składzie pułku piechoty nadwiślańskiej pod:
- obronie Soissons
- bitwie pod Arcis-sur-Aube

Po abdykacji Cesarza Francuzów Napoleona Bonaparte wrócili do Kraju, niosąc 2 sztandary i stanowiąc trzon dla 4 Pułku Piechoty Liniowej Królestwa Polskiego.

## Czwartacy
Dowódcy pułku
- płk Feliks Potocki (1 stycznia 1807, wziął dymisję latem 11 sierpnia 1809)[9]
- płk Maciej Wierzbiński, (16 września 1809 – 6 lutego 1810)[9]
- Cyprian Zdzitowiecki, (6 lutego 1810 – maj 1810)[potrzebny przypis]
- płk Tadeusz Woliński (21 lipca 1809)[9] – (18 stycznia 1813),
- Michał Cichocki (18 stycznia 1813) – (16 października 1813)[7],
- Ignacy Dobrogoyski (16 października 1813) – do włączenia do pułku piechoty polskiej[7],

Oficerowie pułku
Oficerowie:
- Feliks Potocki
- Maciej Wierzbiński
- Tadeusz Woliński

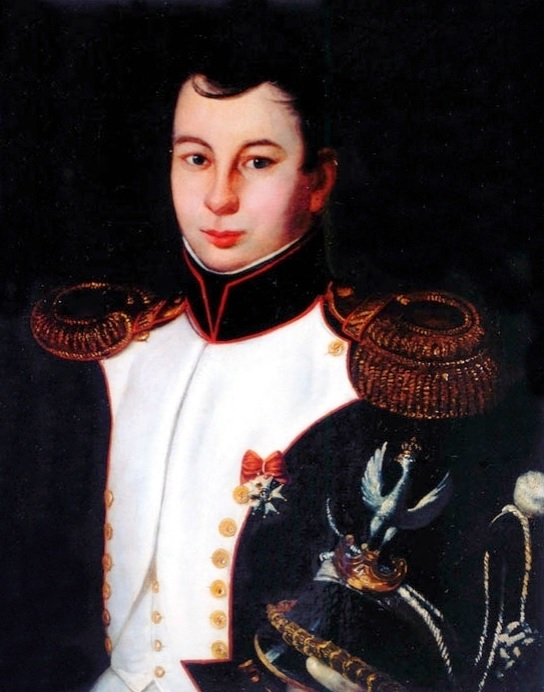
Porucznik Eustachy Chełmicki w mundurze z okresu Królestwa Polskiego 1815–1830

- Cyprian Zdzitowiecki(szef batalionu).
- Ignacy Dobrogoyski
- Ignacy Bronisz(szef batalionu),
- Eustachy Chełmicki
- Franciszek Młokosiewicz
- Józef Rudnicki
- Feliks Rylski(szef batalionu),
- Wincenty Hołownia

## Chorągiew
Chorągiew 4 pułku piechoty z 1807 roku
Bławat z tkaniny jedwabnej karmazynowej o wymiarach 43 cm x 42 cm. Pośrodku haftowany nićmi jedwabnymi białymi orzeł polski z dziobem i nogami haftowanymi złotem oraz koroną, berłem i jabłkiem haftowanym nićmi srebrnymi. Pod orłem napis haftowany złotem: "Pułk 4".
Odwrotna strona chorągwi z tkaniny jedwabnej niebieskiej. Orzeł ma głowę zwróconą odwrotnie. U dołu napis haftowany złotem: "Pułk 4". Na brzegu przeciwległym do drzewca napis drobnymi literami: "Szyte ręką Zofii Potocki Żony Pierwszego Pułkownika Regimentu". Z trzech stron frędzla srebrna.

## Odznaczenia czwartaków
Pierwsze odznaczenia wręczono w 1808 roku podczas uroczystości w Płocku. Odznaczono żołnierzy pułku 4-go Krzyżami Wojskowymi Polskimi (Virtuti Militari).
Żołnierzy pułku 4-go odznaczano także Legią Honorową Francuską, między innymi za bitwę pod Fuengirolą i bitwę narodów pod Lipskiem.

## Tradycje i rekonstrukcja

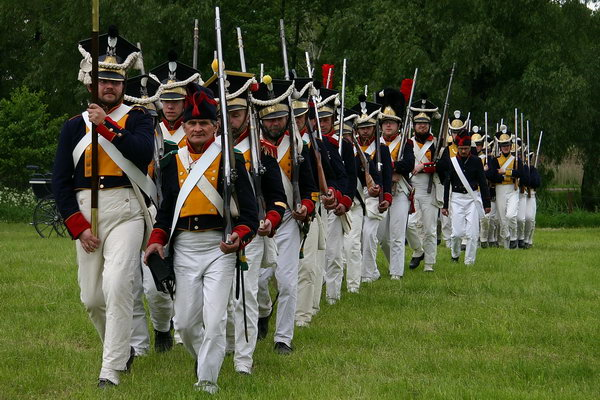
GRH Pułk 4 Piechoty, rekonstrukcja bitwy pod Raszynem z 2006 r.

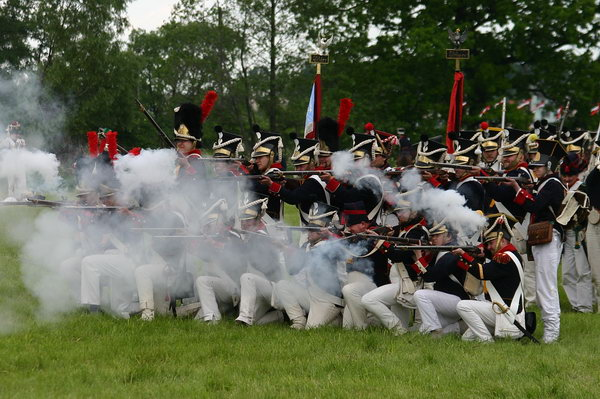
GRH 4 Pułk Piechoty, rekonstrukcja bitwy pod Raszynem z 2006 r.

Począwszy od 3 maja 2005 staraniem Fundacji 4 Pułku Piechoty Księstwa Warszawskiego z siedzibą w Rogowie pułk 4 piechoty jest rekonstruowany przez Grupę Rekonstrukcji Historycznej, skupiającą pasjonatów z całej Polski, początkowo z Łodzi i Warszawy a następnie od 2006 z Polic i od 2007 z Ostrołęki. Grupa należy do CENS (Centralno Europejskiego Stowarzyszenia Napoleońskigo) z siedzibą w Brnie w Czechach.
W 2006 Grupa Rekonstrukcji Historycznej Pułk 4 Piechoty Księstwa Warszawskiego otrzymała z rąk gen. Tadeusza Polki replikę historycznego sztandaru 4 Pułku Piechoty, znajdującego się w zbiorach Muzeum Wojska Polskiego w Warszawie. Sztandar ten poświęcił w płockiej katedrze 3 maja 2007 Jego Eminencja ksiądz biskup Roman Marcinkowski.
3 maja 2010 Grupa Rekonstrukcji Historycznej Pułk 4 Piechoty Księstwa Warszawskiego otrzymała z rąk burmistrza Polic, Władysława Diakuna, replikę drugiego historycznego sztandaru 4 Pułku Piechoty, znajdującego się w zbiorach Muzeum Książąt Czartoryskich w Krakowie. Sztandar ten poświęcono w kościele Świętego Kazimierza w Policach 3 maja 2010

## Ikonografia pułku
Jednym z bardziej znanych przedstawień jest obraz, który namalował January Suchodolski obrazujący bitwę pod Fuengirolą.

## Pamiętniki i relacje
Wśród relacji znajdują się:
- Pamiętniki kpt. Józefa Rudnickiego ogłoszone w Pimie Zbiorowym Wileńskiem
- relacja gen. Lorda Blayneya o bitwie pod Fuengirolą
- komentarz kpt. Franciszka Młokosiewicza do relacji gen. Lorda Blayneya o bitwie pod Fuengirolą
- Robert Bielecki – "Listy do żony z wojen Napoleońskich Antoniego Pawła Sułkowskiego"